# Лабати-д’Андор
Лабати́-д’Андо́р (фр. Labatie-d'Andaure, окс. Labatie d'Andaure) — коммуна во Франции, находится в регионе Рона — Альпы. Департамент коммуны — Ардеш. Входит в состав кантона Сент-Агрев. Округ коммуны — Турнон-сюр-Рон.
Код INSEE коммуны — 07114.

## Население
Население коммуны на 2008 год составляло 197 человек.
| 1962 | 1968 | 1975 | 1982 | 1990 | 1999 | 2008 |
| ---- | ---- | ---- | ---- | ---- | ---- | ---- |
| 348  | 382  | 307  | 256  | 203  | 204  | 197  |

## Экономика
В 2007 году среди 119 человек в трудоспособном возрасте (15—64 лет) 79 были экономически активными, 40 — неактивными (показатель активности — 66,4 %, в 1999 году было 67,5 %). Из 79 активных работали 70 человек (38 мужчин и 32 женщины), безработных было 9 (5 мужчин и 4 женщины). Среди 40 неактивных 6 человек были учениками или студентами, 21 — пенсионерами, 13 были неактивными по другим причинам.

## Достопримечательности
- Шпиль церкви
- Руины водяной мельницы Мальфранье

## Фотогалерея

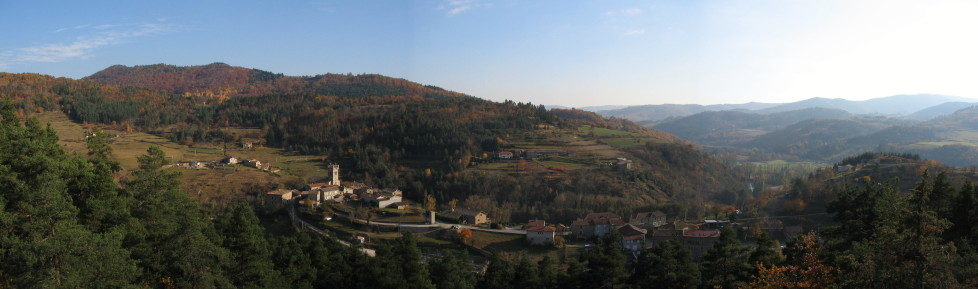
Лабати-д’Андор
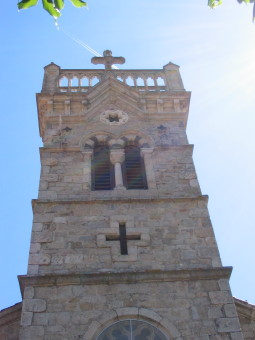
Шпиль церкви
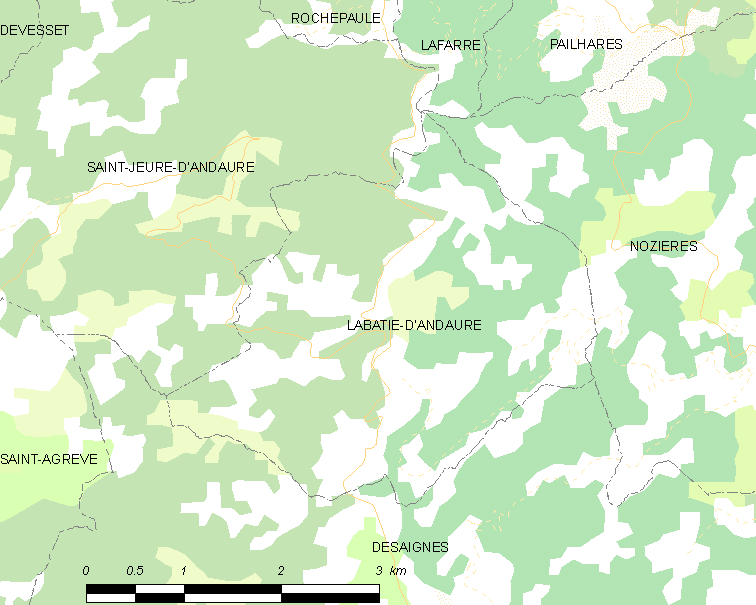
Карта коммуны